# Natalie Mars
Natalie Mars (Fort Lauderdale, Florida; 3 de febrero de 1984) es una actriz pornográfica transexual estadounidense.

## Biografía
Tras comenzar su proceso de reasignación de sexo, realizó diversas sesiones para pequeñas webs, así como en la red social Twitter. Sería a través de esta por la que la contactaron para rodar sus primeras escenas, debutando en 2015, con 31 años.
Como actriz, ha trabajado para productoras del sector como Pure TS, Gender X, Many Vids, Grooby Productions, Pulse Distribution, Trans Angels, Devil's Film, Mile High, Evil Angel, Trans500, Kink.com, Goodfellas o Transsensual, entre otras.
En 2018 fue nominada en los Premios AVN y XBIZ en las categorías de Artista transexual del año.
Hasta la actualidad, ha grabado más de 700 películas.
Algunos de sus trabajos destacados de su filmografía son I Love A Trans In Uniform, Menage A Tranny, Pornstars Love Trannies 7, Rogue Adventures 44, Shufflin' Girls, Tranny Hoes In Panty Hose 4, Tranny POV 2, Transsexual Mashup, Transsexual Sexcapades 7, TS Factor 4 o TS Taboo Our Friends And Neighbors.

## Premios y nominaciones
| Año  | Ceremonia                  | Resultado | Premio                                           | Trabajo                                                     |
| ---- | -------------------------- | --------- | ------------------------------------------------ | ----------------------------------------------------------- |
| 2017 | Transgender Erotica Awads  | Nominada  | Best Hardcore Perfomer                           | —                                                           |
| 2017 | Transgender Erotica Awads  | Nominada  | Best Solo Model                                  | —                                                           |
| 2018 | Premios AVN                | Nominada  | Artista transexual del año                       | —                                                           |
| 2018 | Transgender Erotica Awads  | Nominada  | Best Hardcore Model                              | —                                                           |
| 2018 | Transgender Erotica Awads  | Ganadora  | Best Internet Personality                        | —                                                           |
| 2018 | Transgender Erotica Awads  | Nominada  | Best Scene                                       | Anal Gymnastics                                             |
| 2018 | Transgender Erotica Awads  | Nominada  | Best Scene                                       | My Girlfriend's Slutty Sister                               |
| 2018 | Transgender Erotica Awads  | Ganadora  | Best Solo Model                                  | —                                                           |
| 2018 | Transgender Erotica Awads  | Nominada  | Best Solo Website                                | nataliemars.com                                             |
| 2018 | Premios XBIZ               | Nominada  | Artista transexual del año                       | —                                                           |
| 2019 | Premios AVN                | Nominada  | Artista transexual del año                       | —                                                           |
| 2019 | Premios AVN                | Nominada  | Mejor escena de sexo transexual                  | TS Gangbangs                                                |
| 2019 | Premios AVN                | Nominada  | Premio fan: Mejor artista transexual             | —                                                           |
| 2019 | Premios XBIZ               | Nominada  | Artista transexual del año                       | —                                                           |
| 2019 | Premios XRCO               | Nominada  | Artista transexual del año                       | —                                                           |
| 2019 | Transgender Erotica Awards | Nominada  | Best Clipsite Star                               | —                                                           |
| 2019 | Transgender Erotica Awards | Ganadora  | Best Hardcore Model                              | —                                                           |
| 2019 | Transgender Erotica Awards | Nominada  | Best Self-Producer                               | —                                                           |
| 2019 | Transgender Erotica Awards | Nominada  | Best Solo Model                                  | —                                                           |
| 2019 | Transgender Erotica Awards | Nominada  | Best Solo Website                                | —                                                           |
| 2019 | Transgender Erotica Awards | Ganadora  | MV Trans Model of the Year                       | —                                                           |
| 2019 | Transgender Erotica Awards | Nominada  | Mejor escena chico-chica                         | TS Gangbangs                                                |
| 2019 | Transgender Erotica Awards | Nominada  | Mejor escena chico-chica                         | Trans Pool Party                                            |
| 2019 | Transgender Erotica Awards | Nominada  | Mejor escena chica-chica                         | Natalie Mars, River Enza and Kyaa Threesome                 |
| 2019 | Transgender Erotica Awards | Nominada  | Mejor escena chica-chica                         | Learning the Joys of Anal                                   |
| 2020 | Premios AVN                | Ganadora  | Artista transexual del año                       | —                                                           |
| 2020 | Premios AVN                | Nominada  | Mejor escena de sexo con transexual              | Human                                                       |
| 2020 | Premios AVN                | Nominada  | Mejor escena de sexo transexual en grupo         | Slag Angels on Wheels                                       |
| 2020 | Premios XBIZ               | Ganadora  | Artista transexual del año                       | —                                                           |
| 2021 | Premios AVN                | Nominada  | Artista transexual del año                       | —                                                           |
| 2021 | Premios AVN                | Nominada  | Mejor escena de sexo con transexual              | Latex Predator: Natalie Mars Captures and Fucks Dillon Diaz |
| 2021 | Premios AVN                | Ganadora  | Mejor escena de sexo transexual en grupo         | Transfixed 6                                                |
| 2021 | Premios XBIZ               | Nominada  | Artista transexual del año                       | —                                                           |
| 2021 | Premios XBIZ               | Nominada  | Mejor escena de sexo transexual                  | Latex Predator: Natalie Mars Captures and Fucks Dillon Diaz |
| 2021 | Premios XBIZ               | Nominada  | Mejor escena de sexo transexual                  | Tranimals                                                   |
| 2021 | Premios XBIZ               | Nominada  | Mejor escena de sexo transexual                  | Transfixed 6                                                |
| 2021 | Premios XBIZ               | Nominada  | Mejor escena de sexo transexual                  | Natalie: Angel Unveiled                                     |
| 2022 | Premios AVN                | Nominada  | Artista transexual del año                       | —                                                           |
| 2022 | Premios AVN                | Nominada  | Mejor actuación dramática en película transexual | Fairest of Them All                                         |
| 2022 | Premios AVN                | Nominada  | Mejor escena de sexo con transexual              | TS Love Stories 6                                           |
| 2022 | Premios AVN                | Nominada  | Mejor escena de sexo transexual en grupo         | Fairest of Them All                                         |
| 2022 | Premios AVN                | Nominada  | Mejor escena de sexo transexual en grupo         | Trans International L.A.                                    |
| 2022 | Premios XBIZ               | Nominada  | Artista transexual del año                       | —                                                           |
| 2022 | Premios XBIZ               | Nominada  | Mejor escena de sexo transexual                  | Trans International L.A.                                    |
| 2022 | Premios XBIZ               | Nominada  | Mejor escena de sexo transexual                  | Strictly Hardcore                                           |
| 2023 | Premios AVN                | Nominada  | Mejor escena de sexo con transexual              | Fast & Easy Riders                                          |
| 2023 | Premios AVN                | Nominada  | Mejor escena de sexo transexual en grupo         | Natalie Mars Goddess of Whores                              |
| 2023 | Premios XBIZ               | Nominada  | Artista transexual del año                       | —                                                           |
| 2023 | Premios XBIZ               | Nominada  | Mejor escena de sexo transexual                  | Claymates                                                   |
| 2024 | Premios XBIZ               | Nominada  | Artista transexual del año                       | —                                                           |
| 2024 | Premios XBIZ               | Nominada  | Mejor escena de sexo transexual                  | TS Love Fest 7                                              |